# Фиалка рассечённая
Фиа́лка рассечённая (лат. Viola dissecta) — вид двудольных растений рода Фиалка (Viola) семейства Фиалковые (Violaceae). Впервые описан немецким ботаником Карлом Ледебуром.

## Ботаническое описание
Многолетнее травянистое растение высотой до 22 см с вертикальным корневищем.
Листья длинночерешковые, весной опушенные, к концу вегетации почти голые. Листовые пластинки округлые или округло-почковидые, с неглубокой выемкой в основании, перисто- или пальчато рассеченные на цельные, надрезные или рассеченные доли с тупыми или слегка заостренными, цельными или надрезно-зубчатыми, линейными или продолговатыми дольками. Прилистники белые, в большей своей части сросшиеся с черенком, свободная часть ланцетная, цельнокрайная или с несколькими бахромками.
Цветки 1.7—2.3 см дл., на голых цветоножках. Прицветники ланцетные, расположены в средней трети цветоножки.
Чашелистники яйцевидные, туповатые. Придатки 4-угольные, на верхушке усеченные или зубчатые, 1.2—2 мм дл. и 1—1.5 (2) мм шир., по краю реснитчатые. Плод — коробочка продолговато-яйцевидной формы.
Число хромосом 2n=48.

## Распространение и среда обитания
Произрастает на лесных полянах, остепненных склонах, останцах, залежах, в кустарниковых и дубовых зарослях по склонам и по берегам рек.
Растение встречается в Западной (Республика Алтай) и Восточной Сибири (Забайкалье), на Дальнем Востоке, в Средней Азии, в Монголии.